# Setilobus
Setilobus é um género botânico pertencente à família Bignoniaceae.

## Espécies
- Setilobus boae-vistae
- Setilobus bracteatus
- Setilobus neves-armondii
- Setilobus simplicifolius
- Setilobus subcorymbosus
- Setilobus vicentinus